# Märtha Sjöholm
Märtha Hedvig Elsa Sjöholm, född 10 oktober 1917 i Göteborg, död 13 augusti 2018 i Åhus, var en svensk målare.
Hon var dotter till överingenjören Patrik Samuel Rydbeck och Elsa Tauvon och gift med bruksdisponenten Sten Johan Erik Sjöholm. Hon studerade konst för Jöran Salmson 1951, Anders Österlin på Bornholm 1954, Arne Cassel och Vera Nilsson vid Gerlesborgsskolan i Bohuslän 1955–1956 samt under studieresor till Spanien. Hon medverkade ett flertal gånger i utställningar arrangerade av Karlskoga konstförening i Karlskoga konsthall samt Värmlands konstförenings utställning i Karlstad 1959, Tjustkonstnärerna 64 i Västervik och Smålands konstnärsförbund utställning i Värnamo. Hennes konst består av figurscener och landskapsskildringar utförda i tempera. Sjöholm är representerad med verket Före regattan i Västerviks kommun, samt verket Strandråg i Kristianstads kommuns konstsamling.